# نامبد
نامبِد در سده یکم میلادی شاه پارس، یک دولت خراجگزار شاهنشاهی اشکانی، بود. او پسر اردشیر دوم بود.